# Колосова, Риорита Пантелеймоновна
Риорита Пантелеймоновна Колосова (29 декабря 1940, Село имени Полины Осипенко, Хабаровский край — 23 июля 2024) — советский и российский учёный-экономист и  педагог, доктор экономических наук (1989), профессор (1992). Заслуженный профессор МГУ (2010). Заслуженный работник высшей школы Российской Федерации (1998).

## Биография
Родилась 29 декабря 1940 года в Селе имени Полины Осипенко Хабаровского края.
С 1962 по 1967 год обучалась на Экономическом факультете МГУ, с 1967 по 1970 год обучалась в аспирантуре при этом факультете. С 1970 года на педагогической работе на Экономическом факультете МГУ: ассистент, с 1972 года — старший преподаватель, с 1976 года —  доцент кафедры экономики промышленности, с 1986 по 1988 год — старший научный сотрудник, с 1991 года профессор кафедры экономики предприятий и основ предпринимательства, с 1992 года инициатор создания и первый заведующий кафедрой экономики труда и персонала, с 2015 года — научный руководитель этой кафедры.
В 1971 году Риорита Колосова защитила диссертацию на соискание учёной степени кандидат экономических наук по теме: «Профессиональная ориентация как метод распределения трудовых ресурсов», в 1989 году — доктор экономических наук по теме: «Трудовой потенциал промышленности: формирование и использование в условиях интенсификации общественного производства». В 1992 году приказом ВАК ей было присвоено учёное звание профессор. В 2010 году ей было присвоено почётное звание Заслуженный профессор МГУ.
Основная научная деятельность Р. П. Колосова была связана с вопросами в области социально-трудовых отношениях, рынка труда и занятости. Колосова была автором 85 научных статей, автором и соавтором 47 книг, 18 научно-исследовательских работ в области разработки методологических оснований совершенствования экономической политики в сфере труда. Ей было подготовлено 7 докторов и 22 кандидата экономических наук. Помимо основной деятельности является с 1985 года — членом Специализированного совета ВАК по защите докторских диссертаций при МГУ и при НИИ труда и социального страхования, с 1994 года — членом Научного Совета РАН по проблемам демографии и трудовых ресурсов, с 1995 года — членом Научного Совета Министерства здравоохранения и социального развития Российской Федерации, с 2013 года — членом Научного Совета Федеральной службы государственной статистики, с 2017 года — председателем диссертационного совета МГУ по вопросам экономики и управления народным хозяйством, а так же членом Экспертного совета по социальной политике Совета Федерации России и Научного Экспертного Совета при Межпарламентской Ассамблее Евразийского экономического сообщества.
14 октября 1998 года Указом Президента России «За заслуги в научной деятельности» Риорита Колосова была удостоена почётного звания Заслуженный работник высшей школы Российской Федерации.
Умерла 23 июля 2024 года с своей квартире в Москве в возрасте 83 лет.

## Награды
- Медаль «Ветеран труда» (1988)[1]
- Медаль «В память 850-летия Москвы» (1997)[4]
- Заслуженный работник высшей школы Российской Федерации (1998 — «За заслуги в научной деятельности»)[5]
- Почётная грамота Президента Российской Федерации (2018 — «За заслуги в научной и педагогической деятельности, подготовке квалифицированных специалистов»)[8]